# Hypotaxe
Als Hypotaxe (altgriechisch ὑπό hypó, deutsch ‚unter‘ und τάξις táxis, deutsch ‚Ordnung‘) wird in der Grammatik die Unterordnung eines Nebensatzes unter einen anderen Satz bezeichnet – wobei dieser andere Satz ein Hauptsatz sein kann oder seinerseits ein Nebensatz. Ein komplexer Satz, der aus einfacher oder mehrfacher Hypotaxe resultiert, heißt in der deutschen Grammatik Satzgefüge (siehe dort für eine detaillierte Darstellung verschiedenartiger Beispiele). 
Eine hypotaktische Beziehung wird oft durch (unterordnende) Konjunktionen zum Ausdruck gebracht.
Im Gegensatz zur Hypotaxe steht die Parataxe, die Nebenordnung von Sätzen. Eine Hypotaxe liegt außerdem nur vor, wenn der Nebensatz eine grammatische Funktion in Bezug auf den übergeordneten Satz hat (also zum Beispiel als Satzglied des übergeordneten Satzes). Daraus ergibt sich, dass Parenthesen (Einschübe), die ebenfalls zu einer Verschachtelung von Sätzen führen, nicht unter den grammatischen Begriff der Hypotaxe fallen.
Da Nebensätze im Deutschen ähnlich wie Parenthesen den Hauptsatz unterbrechen können und in diese Nebensätze weitere Nebensätze eingeschoben werden können, kann ein umfangreicher Gebrauch solcher Verfahren zu Sätzen führen, deren Verständnis Schwierigkeiten bereitet. Bei kunstvoll ausgreifenden hypotaktisch-parenthetischen Gebilden wird im Ergebnis auch von einer Satzperiode gesprochen. Heinrich von Kleist oder Thomas Mann sind Beispiele für Autoren mit einem sehr komplexen derartigen Sprachstil. In diesem Zusammenhang ist „Hypotaxe“ gelegentlich auch als Bezeichnung für auffällig komplex gebaute Schachtel- oder Bandwurmsätze in einem allgemeineren Sinn anzutreffen. Die Bezeichnung bezieht sich dann womöglich auch weniger auf eine bestimmte grammatische Struktur als auf eine Charakteristik, die ganze Texte prägt (analog zu dem, was für das Gegenteil des „parataktischen Stils“ gilt, siehe unter Parataxe#„Parataktischer Stil“ in der Literatur).

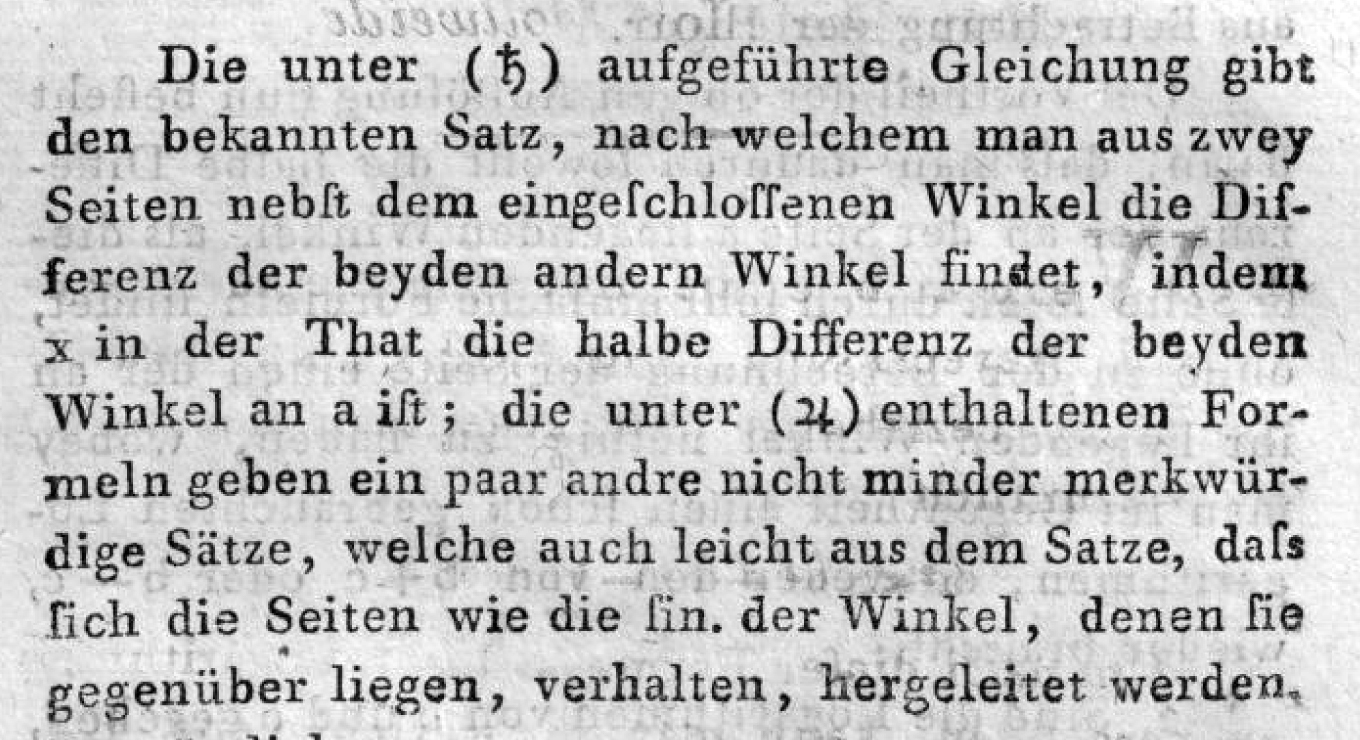
Schachtelsatz von Carl Brandan Mollweide (1808)